# Tsirang

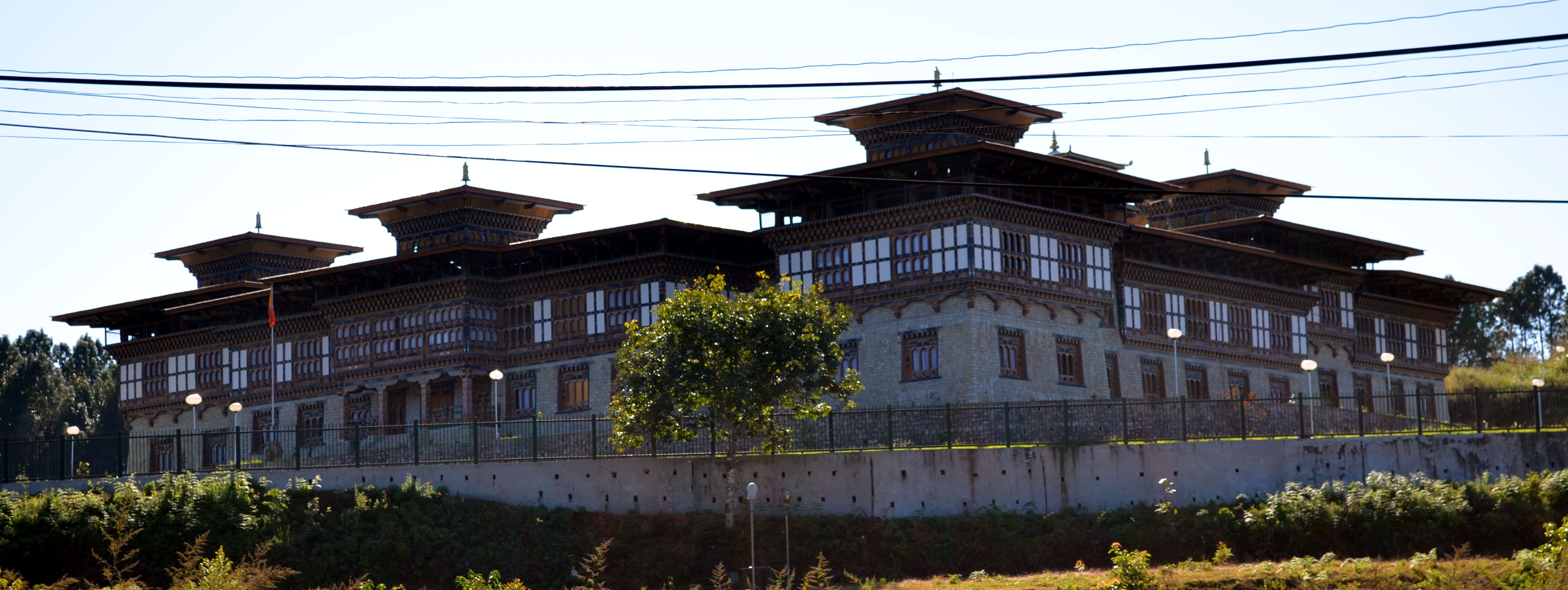

Tsirang est l'un des 20 dzongkhags qui constituent le Bhoutan. Le centre administratif du Tsirang se trouve dans la ville de Damphu.

## Langues
La langue dominante dans le Tsirang est le népalais, parlé par la plupart des habitants appartenant au Lhotshampa. Dans le nord du Tsirang, le Dzongkha, langue officielle du pays est également parlée.

## Géographie
Douze des 205 gewogs du Bhoutan : 
- Barshong
- Dunglagang
- Goserling
- Kikhorthang
- Mendrelgang
- Sergithang
- Phutenchhu
- Rangthangling
- Semjong
- Patshaling
- Tsholingkhar
- Tsirangtoe

Au nord, le gewog du Phutenchhu appartient au parc national du Jigme Singye Wangchuck, un des 10 espaces protégés du Bhoutan.

## Représentation à l'Assemblée nationale
Le district comporte deux circonscriptions législatives. Les députés actuels sont Kamal Bahadur Gurung et Lhakpa Tamang, tous deux issus du PDP.
| Code   | Nom                      | Electeurs enregistrés |
| ------ | ------------------------ | --------------------- |
| NA1801 | Kilkhorthang Mendrelgang | 11 080                |
| NA1802 | Sergithang Tsirangtoed   | 10 527                |

| Élection  | Circonscription | Circonscription | Circonscription      | Circonscription | Circonscription | Circonscription |
| Élection  | NA1801          | NA1801          | NA1801               | NA1802          | NA1802          | NA1802          |
| Élection  | Parti           | Parti           | Député               | Parti           | Parti           | Député          |
| --------- | --------------- | --------------- | -------------------- | --------------- | --------------- | --------------- |
| 2008      |                 | DPT             | Yangku T Sherpa      |                 | DPT             | Nar Bdr. Gurung |
| 2013      |                 | PDP             | Yogesh Tamang        |                 | PDP             | Novin Darlami   |
| 2018      |                 | DNT             | Bimal Thapa          |                 | DNT             | Garja Man Rai   |
| 2023-2024 |                 | PDP             | Kamal Bahadur Gurung |                 | PDP             | Lhakpa Tamang   |